# شورای نظامی قنیطره
شورای نظامی قنیطره یک ائتلاف شورشی وابسته به ارتش آزاد سوریه است که با موشک‌های ضد تانک بی جی ام-۷۱ تاو ساخت آمریکا مسلح شده‌است. این گروه در استان قنیطره فعالیت می‌کند. رهبر این گروه، سرتیپ عبدالله البشیر النعیمی در ۱۶ فوریه ۲۰۱۴ به عنوان رئیس ستاد شورای عالی نظامی ارتش آزاد سوریه (SMC) منصوب شد.